# Aigle Sportif
El Aigle Sportif es un equipo de fútbol de Martinica que juega en la Promoción de Honor Regional, tercera división de fútbol en el país.

## Historia
Fue fundado en el año 1932 en la capital Fort-de-France y en ese mismo año debutaron en el Campeonato Nacional de Martinica, aunque terminaron esa temporada en último lugar de la liga.
Posteriormente el club ganó el título de liga en la temporada de 1946 y 1947, los únicos títulos que han ganado en toda su historia.

## Palmarés
- Campeonato Nacional de Martinica: 2

1946, 1947